# Hoplolathys aethiopica
Hoplolathys aethiopica is een spinnensoort in de taxonomische indeling van de kaardertjes (Dictynidae).
Het dier behoort tot het geslacht Hoplolathys. De wetenschappelijke naam van de soort werd voor het eerst geldig gepubliceerd in 1947 door Lodovico di Caporiacco.